# 2018 Warped Tour Compilation
2018 Warped Tour Compilation è la ventunesima raccolta del Warped Tour, pubblicata il 22 giugno 2018 dalla SideOneDummy Records. La copertina dell'edizione standard ritrae la cantante Jenna McDougall dei Tonight Alive durante un'esibizione dal vivo.

## Tracce
CD 1
1. Tonight Alive – Book of Love
2. Senses Fail – New Jersey Takes, The World Wakes
3. Real Friends – Get By
4. Knuckle Puck – Double Helix
5. State Champs – Slow Burn
6. Sleep On It – Distant
7. Story Untold – All The Same (Once A Liar, Always A Liar)
8. Mayday Parade – Jamie All Over
9. This Wild Life – Headfirst
10. The Maine – Black Butterflies And Déjà Vu
11. Palaye Royale – Get Higher
12. Doll Skin – Baby's Breath
13. Don Broco – Stay Ignorant
14. Picturesque – New Face
15. Simple Plan – Boom!
16. The Interrupters – She Got Arrested
17. Shiragirl – Get Em Hot
18. Less Than Jake – Things Change
19. Broadside – Paradise
20. Assuming We Survive – California Stoned
21. Makeout – Crazy
22. With Confidence – Keeper
23. Summer Wars – End of an Era
24. Grayscale – Let It Rain
25. As It Is – Austen
26. Four Year Strong – For Our Fathers

CD 2
1. Ice Nine Kills – Nature of the Beast
2. August Burns Red – Kings of Sorrow
3. Motionless In White – Voices
4. Asking Alexandria – Where Did It Go?
5. Issues – Coma
6. Every Time I Die – Glitches
7. Wage War – Stitch
8. Knocked Loose – My Heroes
9. Chelsea Grin – Four Horsemen
10. In Hearts Wake – Passage
11. Nekrogoblikon – Mold
12. Twiztid – Nothing to You
13. Kublai Khan – Split
14. Phinehas – I Saw The Bombs Fall
15. Dayseeker – Cold, Dark Winter
16. Sharptooth – Rise
17. Crown the Empire – Zero
18. Trash Boat – How Selfish I Seem
19. Dead Girls Academy – I'll Find a Way
20. Farewell Winters – On a Light Note
21. Capstan – The Wreath and the Follower
22. The Amity Affliction – This Could Be Heartbreak
23. Movements – Full Circle
24. Hail the Sun – Suffocating Syndrome
25. Waterparks – Lucky People

## Classifiche
| Classifica (2019)     | Posizione massima |
| --------------------- | ----------------- |
| Stati Uniti (Hot 100) | 6                 |